# Trade Republic
Trade Republic Bank GmbH è un broker online e una banca tedesca con sede a Berlino. Dalla sua app per smartphone permette di comprare e vendere azioni, obbligazioni ed ETF. A gennaio 2025, Trade Republic è usata da 8 milioni di clienti e gestisce asset per circa 100 miliardi di euro.

## Storia
Trade Republic è stata fondata a Monaco di Baviera nel 2015 con il nome di Neon Trading nell'incubatore di startup di Comdirect Bank.
Trade Republic ha ricevuto una autorizzazione bancaria completa alla fine del 2023.
Nel 2024, la società ha lanciato la propria carta di pagamento.
Essendo una banca tedesca, è supervisionata dalla Bundesanstalt für Finanzdienstleistungsaufsicht. Il denaro dei clienti viene depositato in conti fiduciari omnibus presso una banca tra Deutsche Bank, J.P. Morgan, HSBC Continental Europe e Citibank Europe.